# Route nationale 10 (Luxemburg)
Die Nationalstraße 10 oder N10 ist eine luxemburgische Hauptverkehrsachse im Rang einer Nationalstraße, die durch die Kantone Remich, Grevenmacher, Echternach, Diekirch, Vianden sowie Clervaux-Marnach verläuft.
Im Volksmund ist die N10 auch als Straße der drei Flüsse (Mosel, Sauer, Our) bekannt. Mit 112 km Gesamtlänge ist sie die längste aller Nationalstraßen im Großherzogtum Luxemburg.

## Straßenabschnitte

### Moselstraße
Die N10 geht in Schengen auf der Moselbrücken aus der deutschen B407 über. Von dort verläuft sie in nördliche Richtung immer entlang der Mosel, unterquert noch in Schengen den Moselviadukt (Autoroute 13) und weiter Richtung Norden durch die Orte Wintrange, Schwebsange, Bech-Kleinmacher bis nach Remich, wo sie die N2 kreuzt.
Im weiteren Verlauf durchquert sie Moseldörfer, Stadtbredimus, Wormeldange, Ehnen und Machtum bis nach Grevenmacher, wo sie einen kurzen Abschnitt gemeinsam mit der N1 bis Mertert-Wasserbillig verläuft. An der Kreuzung der Grand-Rue mit der Rue des Bergers verläuft sie wieder auf eigener Trasse.
Entlang des Moselabschnitts wird die Straße Weinstraße genannt.

### Sauerstrooss
Beginnend in Wasserbillig verläuft die N10 immer entlang der Sauer, unterquert die Autoroute 1, verläuft dann durch Meisdorf, Bur, Hinkel, Rosport und Steinheim bis nach Echternach, wo sie gemeinsam mit der N11 bis zum Ende der Rue du Pont verläuft. Bis Ende 2021 war sie ab dort unterbrochen und erst wieder am nördlichen Ortsausgang von Echternach (Kreuzung der Rue de la Gare mat der Rue Ermesinde) in nordöstlicher Richtung fortgesetzt.
Es war vorgesehen, den Trassenverlauf innerhalb der Stadt Echternach durch einen Tunnel zu führen, der im Rahmen eines Straßenprojekts von 1973 – zusammen mit der neuen Sauerbrücke – gebaut werden sollte, aber nie realisiert wurde.
Von Echternach aus verläuft die N10 durch die Ortschaften Weilerbach, Bollendorferbrück, Grundhaff, Dillingen (Befort) nach Wallendorferbrück (Grenzbrücke) bis nach schließlich nach Reisdorf, wo Verbindung mit der N19 besteht.

### Ourtalstraße
Von Reisdorf an verläuft die N10 weiter in nördliche Richtung und folgt dem Ufer der Our durch Heisdorf, Tandel-Bettel bis nach Vianden, wo sich N10 und N17 kreuzen.
Im Weiteren verläuft sie entlang der Orte Bivels, Stolzemburg,  Untereisenbach, Übereisenbach und Rodershausen bis zur Dasburger Grenzbrücke.
Von dort aus verläuft sie in westlicher Richtung aus dem Ourtal heraus bis nach Marnach, wo sie an der Kreuzung mit der N18 endet.

## Entwicklung der N10
- schon vor 1958 ist die Straße zwischen Remich und Grevenmacher als N10 bezeichnet worden
- danach kamen die Abschnitte Wasserbillig – Echternach – Grundhof (bis dahin als N19 bezeichnete) und Vianden-Marnach (zuvor als CR343 bezeichnet) als neue Abschnitte zur N10 durch Umwidmung hinzu[4];
- von den 1960'er bis 1990'er Jahren wurde von Remerschen bis nach Remich eine komplett neue Trasse gebaut, bei der die Ortschaften Remerschen, Wintrange, Schwebsingen, Wellenstein Bech-Kleinmacher jeweils westlich umfahren werden;
- eine Reihe kleinerer Anpassungen der Trassenführung der N10 im Bereich Remerschen und Echternach wurden 1995 im Rahmen von verschiedenen Umklassifizierungen im nationalen Straßensystem vorgenommen.

### Grundhafte Sanierung der N10
Schon vor 2014 ist festgestellt worden, dass sich die Straße auf dem Abschnitt zwischen der Dasburgerbrück und Marnach in einem ganz schlechten Zustand befindet, so dass der Abgeordnete André Bauler beim Transportministerium für eine grundhafte Instandsetzung interveniert hat. Erste Pläne für die Instandsetzung konnten aber nicht umgesetzt werden, weil kein gemeinsamer Nenner im luxemburgischen Umweltministerium gefunden werden konnte. In 2016 wurde dann mittels einer zusätzlichen Studie untersucht, wie die Straße im Konsens zwischen Sicherheits- und Umweltaspekten sinnvoll erneuert werden kann.
Die Sanierungsarbeiten konnten schließlich Mitte April 2019 begonnen und am 25. September 2020 bereits abgeschlossen werden.
Die Strecke wurde während der Sanierungsarbeiten teilweise auf 6 Meter verbreitert und der Kostenpunkt für die grundhafte Sanierung dieser 4,22 km langen Teilstrecke belief sich auf ca. 4 Millionen Euro.
Per Gesetz vom 15. Dezember 2021 über die Reklassifizierung des Straßennetzes wurden die vormalige Gemeindestraße Rue Ermesinde (vormals CR366) und die Rue Charly in Echternach Teil der N10.

## Bildergalerie

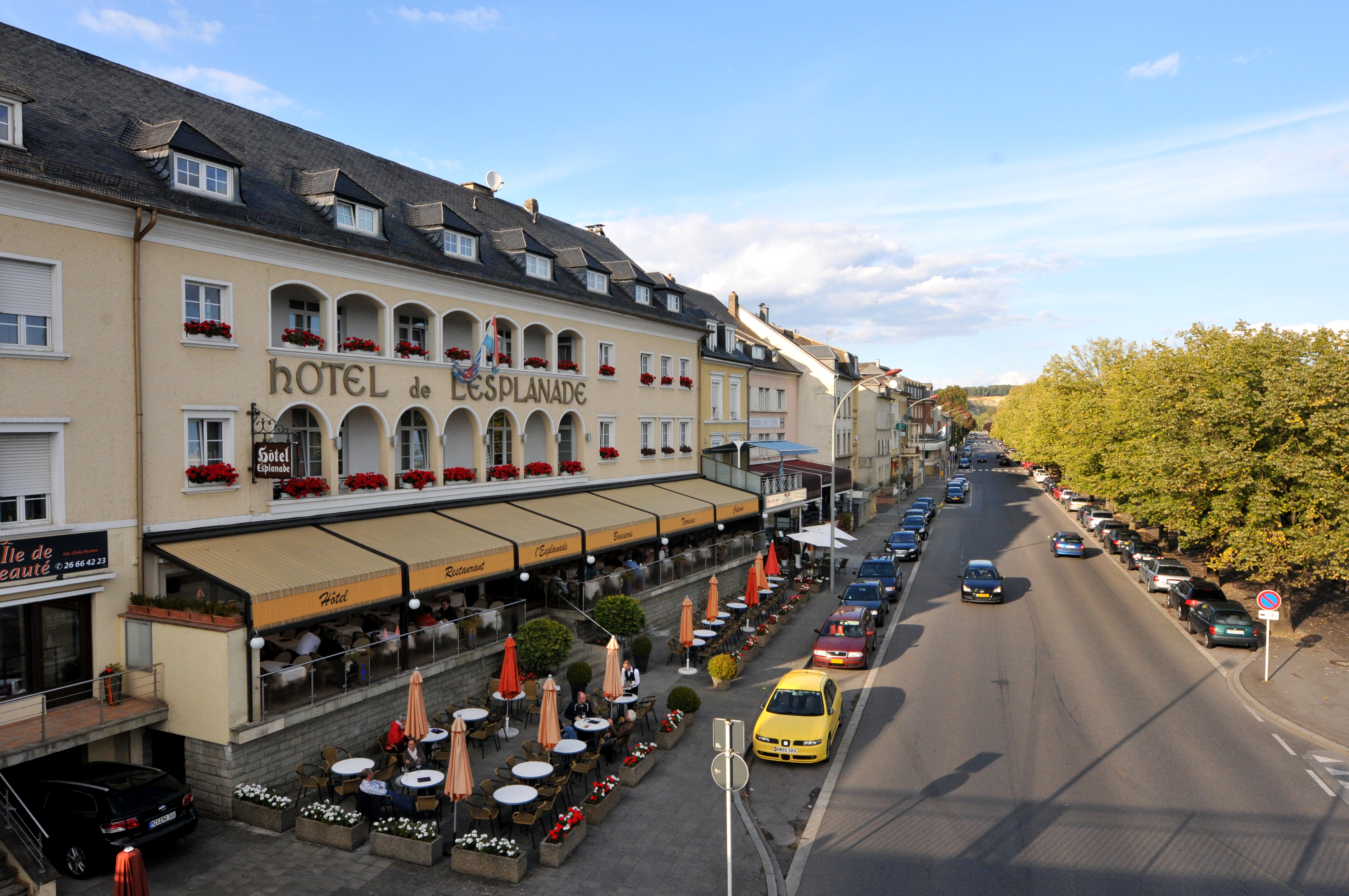
Die N 10 in Remich…
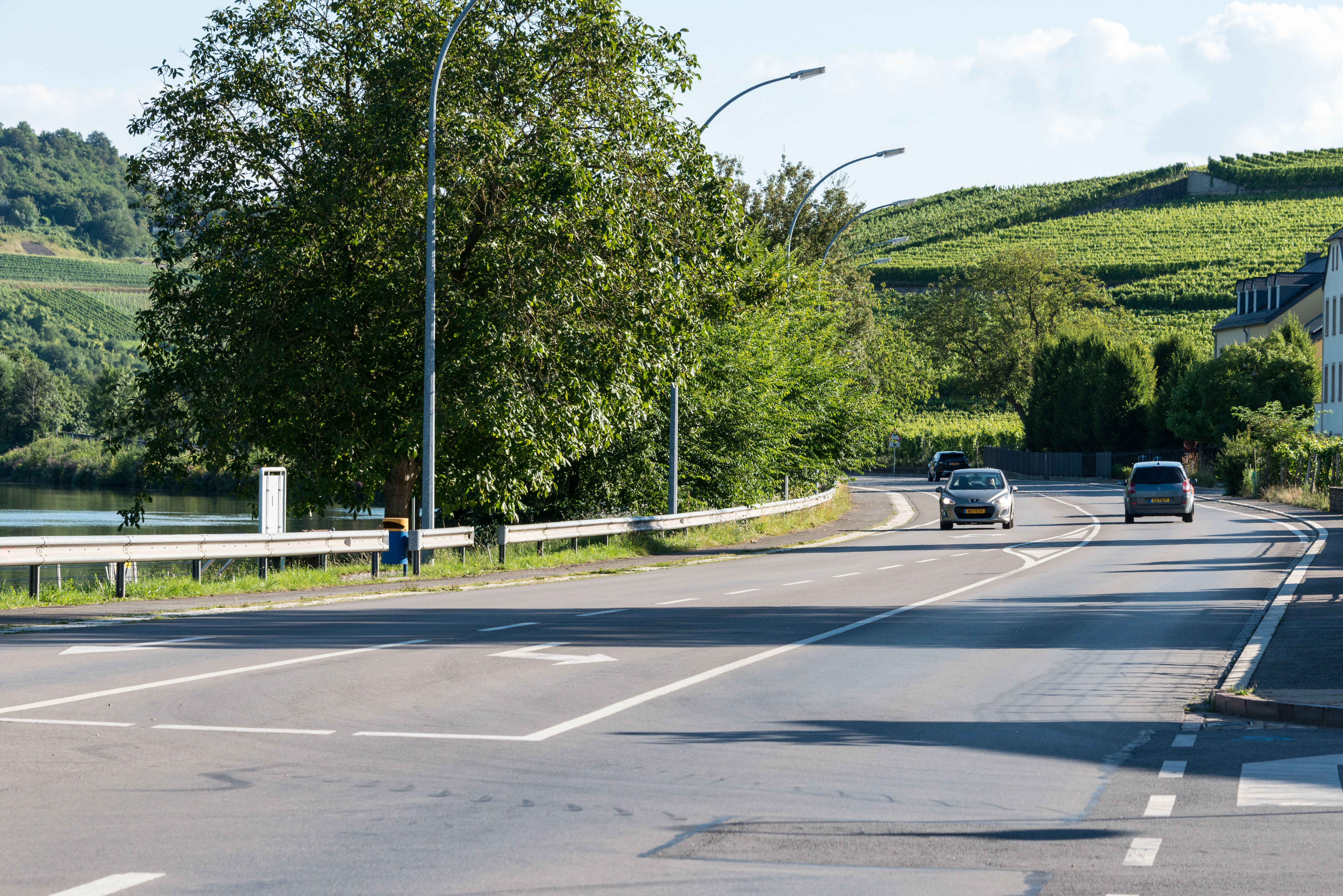
bei Ehnen…
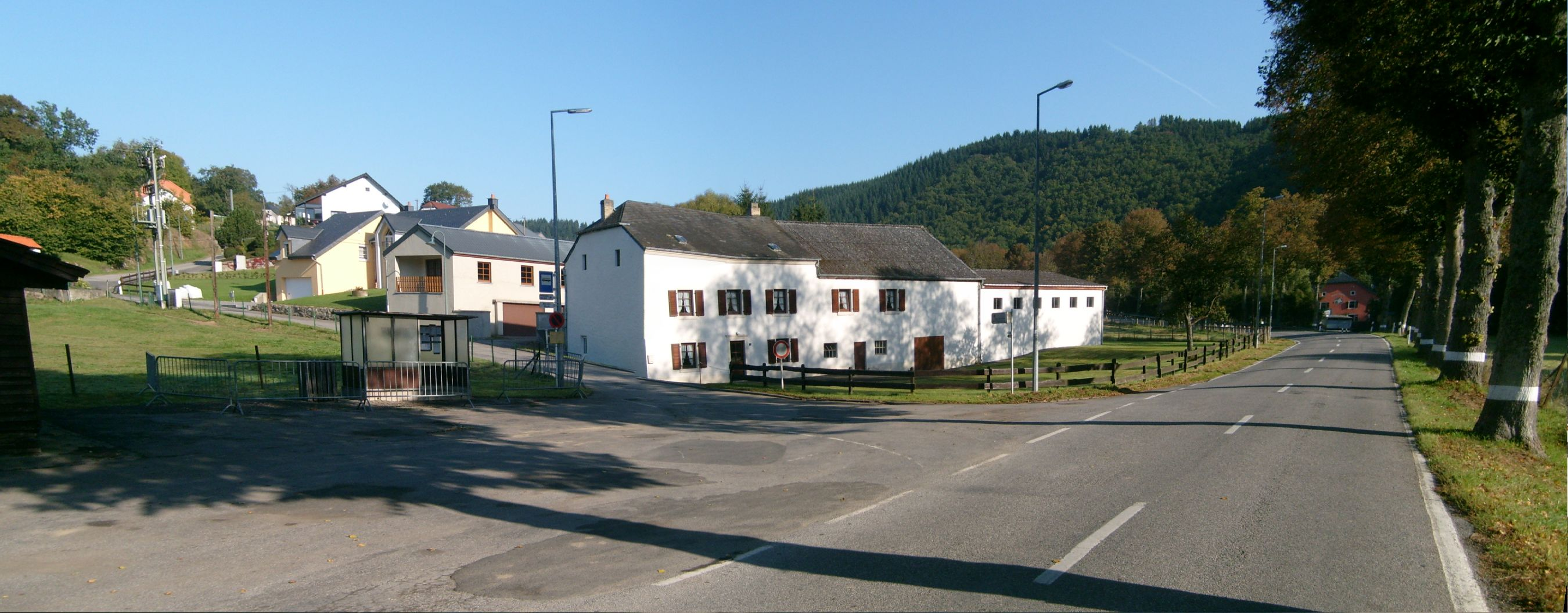
und zu Obereisenbach.
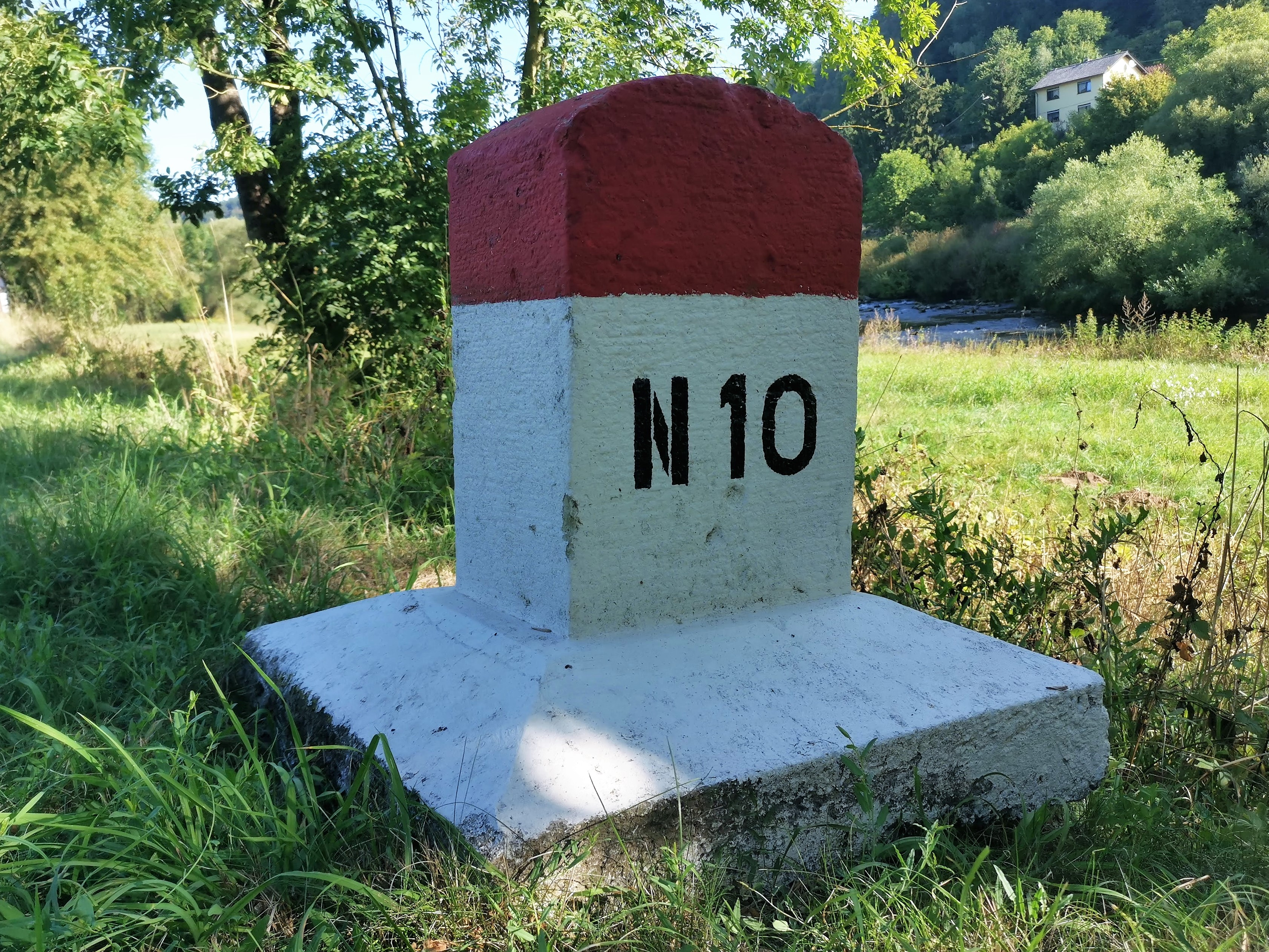
Ein Kilometerstein...
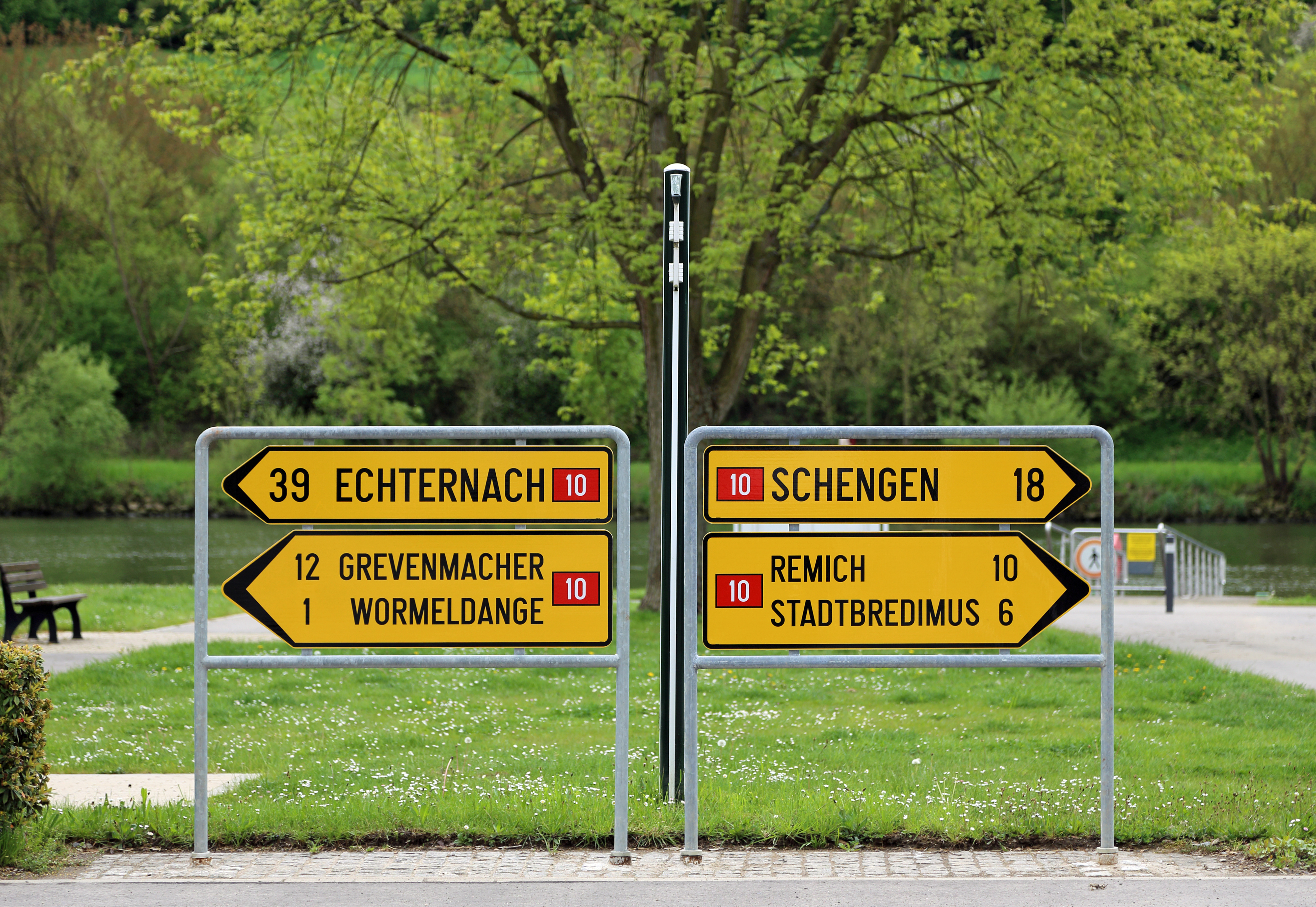
am Wegweiser auf der N10 bei Ehnen.